# Marco Sebastiano Giampiccoli
Marco Sebastiano Giampiccoli (Venezia, 18 luglio 1737 – Venezia, 23 giugno 1809) è stato un incisore italiano.
Figlio di Giuliano Marco e di Maddalena Bertola, nacque a Venezia dove il padre, bellunese, si era trasferito per perfezionarsi nell'arte dell'incisione. A lungo fu ritenuto non il figlio di Giuliano, ma il fratello, e solo nel 1986 Enrico De Nard è riuscito a chiarire l'equivoco in modo indiscutibile.
Trascorse l'infanzia tra Venezia e Belluno, dove la famiglia tornò definitivamente nel 1752. Suo primo maestro fu chiaramente il padre, del quale divenne in seguito uno dei più stretti collaboratori. Ebbe rapporti anche con la celebre stamperia Remondini di Bassano per la quale Giuliano dirigeva la scuola d'incisione.
Morto il padre nel 1759, il Giampiccoli tornò a Venezia dove aprì una propria bottega di calcografia; lo dimostrano numerose sue opere che recano scritte del tipo "Extant Venetiis apud ipsum" o "Extant apud Giampiccoli".
La sua produzione è meno nota di quella paterna e certamente meno pregevole dal punto di vista tecnico. Riguarda principalmente il vedutismo e la topografia e, pur essendo come il genitore un incisore di traduzione, svolse un'attività editoriale e commerciale maggiormente autonoma.
Dei suoi lavori, si citano la serie di quarantadue vedute di Venezia, basate su opere del Canaletto, di Michele Marieschi e altri, quella di ventiquattro prospetti di chiese veneziane, disegnati dallo stesso Giampiccoli, e quella di cinquanta vedute panoramiche di città italiane, ciascuna accoppiata con la rappresentazione della piazza principale. Verso la fine del secolo alcune stampe furono cedute alla calcografia Remondini, segno, forse, delle difficoltà economiche in cui versava l'autore.
Per un breve periodo attorno al 1780 fu inoltre collaboratore dell'editore Simone Tissi di Belluno.